# Gaoling
Gaoling léase Káo-Ling (en chino:高陵区, pinyin:Gāolíng qū) es un distrito urbano bajo la administración directa de la subprovincia de Xi'an. Se ubica al sureste de la provincia de Shaanxi, este de la República Popular China. Su área es de 294 km² y su población total para 2015 fue +300 mil habitantes. Con 1182,65 habitantes/km² es el más denso de la Subprovincia.

## Administración
El distrito de Gaoling se divide en 7 pueblos que se administran en subdistritos.